# 社後 (板橋區)
社後，是台灣新北市板橋區的一個傳統地域名稱，位於該區西北部。相較於今日行政區，其範圍大致包括中正里不含東北部、香社里不含西部、香雅里、自立里、自強里不含最南端、光榮里、光華里北部、湳興里最北端、社後里不含南部邊界地帶、港尾里、新生里、金華里、港德里、國光里、建國里、民權里、民安里、漢生里西北端。

## 歷史
台灣清治末期至日治前期，社後地區為一街庄，稱為「社後庄」，隸屬於擺接堡。該庄北隔大漢溪與西盛庄為鄰，東與新埔庄、崁頭厝庄為鄰，南邊為枋橋街、湳仔庄，西邊為番仔園庄。
1920年（日治大正九年），該庄改制為「社後」大字，隸屬於台北州海山郡板橋庄（後改制為板橋街）。戰後板橋街改制為板橋鎮，隸屬於台北縣，大字亦改制為里。其後板橋鎮先後改制為板橋市、板橋區。由於人口增加，如今社後地區已細分為多個里。

## 交通
縣道106號（中正路）經過本地區，往東南經秀朗橋可前往新店、深坑、平溪及瑞芳等地，往西北可經新海橋前往新莊、泰山、林口等地。

## 學校
- 板橋國中
- 國光國小

## 公共設施
- 板橋體育館
- 板橋國民運動中心
- 板橋435藝文特區